# Onthophagus cervenkai
Onthophagus cervenkai är en skalbaggsart som beskrevs av Kabakov 2008. Onthophagus cervenkai ingår i släktet Onthophagus och familjen bladhorningar. Inga underarter finns listade i Catalogue of Life.